# Wardhausen
Wardhausen is een buurtschap behorend bij de gemeente Kleef in Noordrijn-Westfalen in Duitsland. Op 31 december 2015 telde Wardhausen 206 inwoners op een oppervlakte van 2,14 km².
Het dorp ligt aan de Oude Rijn tegenover Brienen aan het Spoykanaal dat naar Kleef loopt. Het kanaal doorsnijdt de buurtschap die ook Spoy genoemd wordt. Spoy is een ander woord voor sluis. Een sluis uit 1656, die onder de monumentenzorg valt, ligt bij Wardhausen in het Spoykanaal, met daarnaast een gemaal. Aan de dijk bevindt zich een monument ter herinnering aan Johanna Sebus wegens bewezen moed tijdens een overstroming in 1809.

## Galerij

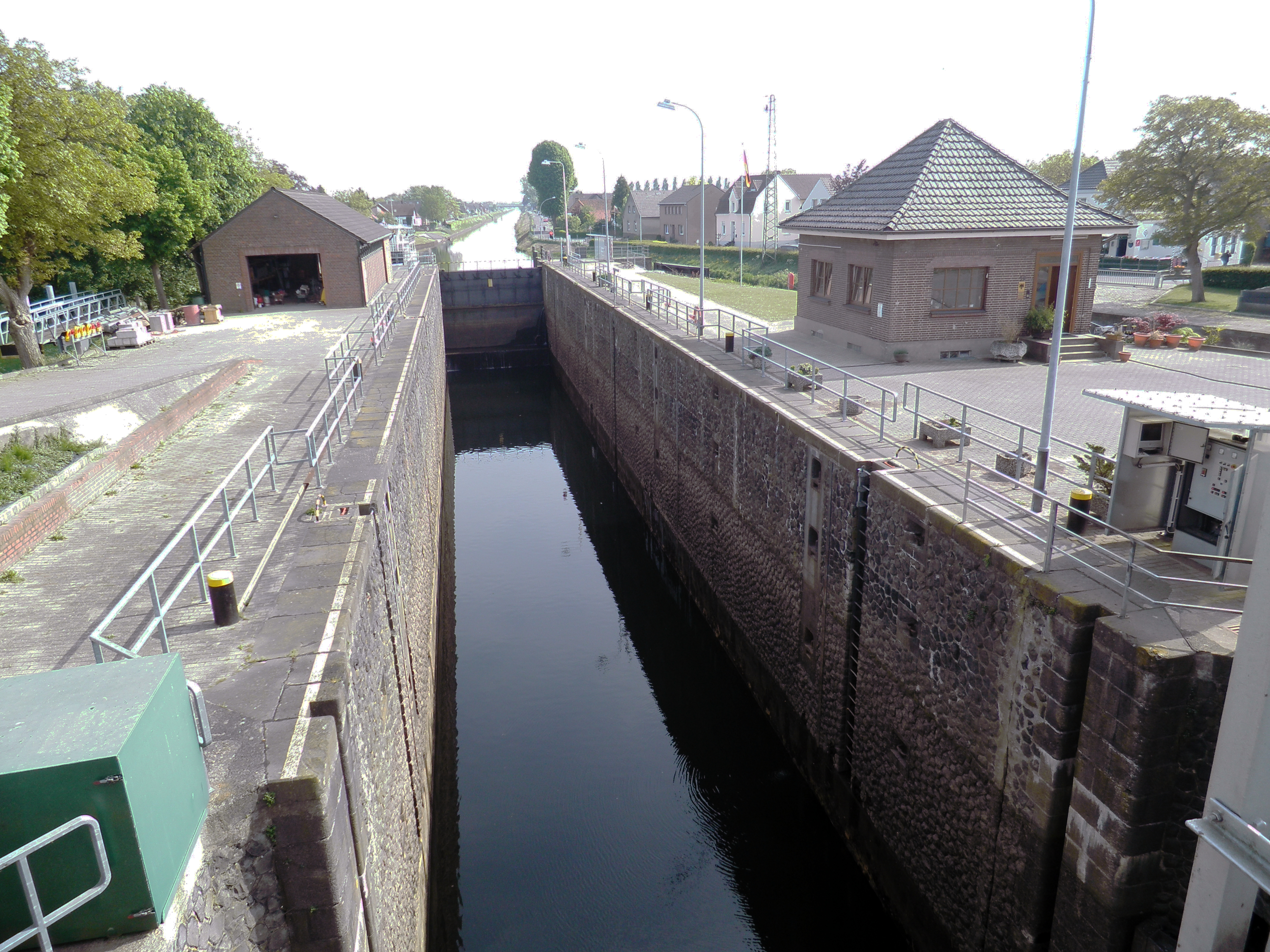
Sluis in het Spoykanaal
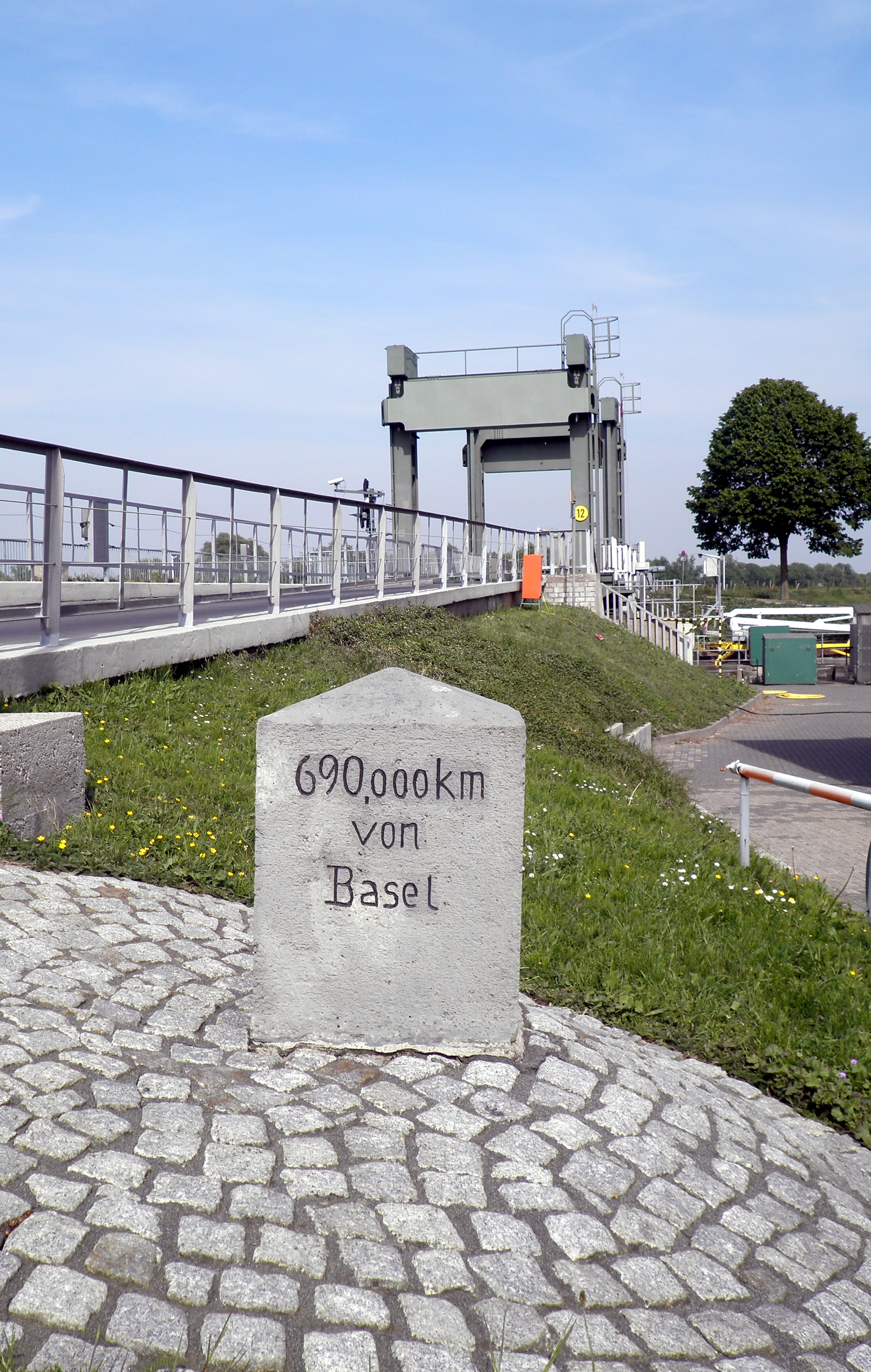
Ophaalbrug over het Spoykanaal met meetpunt
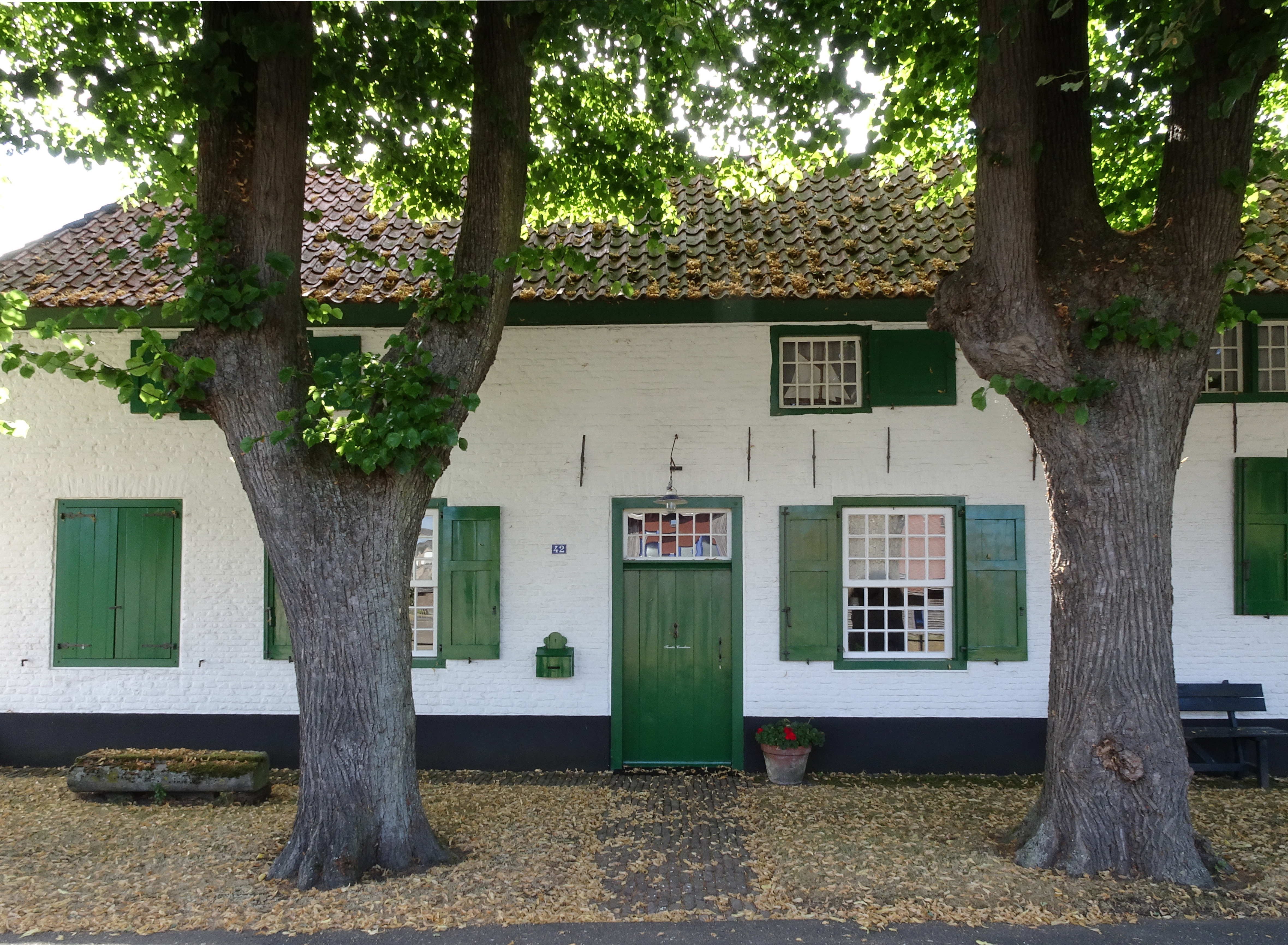
Boerenhuis aan het Spoykanaal
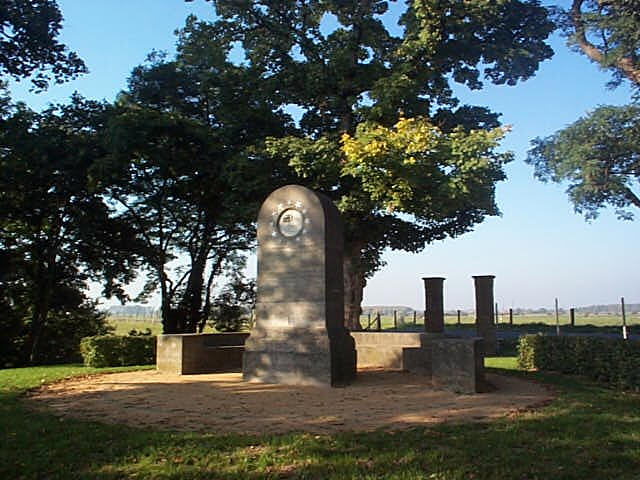
Johanna Sebus-monument